# Castellania de Saint Omer
la castellania de Saint Omer fou una jurisdicció feudal del comtat de Flandes centrada a la moderna saint-Omer. Inicialment part del comtat de Boulogne al segle xi va passar al comte de Flandes que hi va nomenar un castellà (a vegades anomenats vescomtes i en els dialectes germànics burggravis). Els castellans van adquirir poder fora de la seva àrea pròpia i una branca foren prínceps de Tiberíades a Palestina al segle xii, i senyors de Tebes a Grècia al segle xiii.
El primer senyor fou Lambert esmentat entre 1042 i 1063. El següent que apareix fou Balduí en cartes del 1093 i 1097. Segueix després Guillem (mort el 1127 o abans); es creu que es va casar dues vegades, però de la suposada primera dona no se'n sap res; la segona fou Aganitruda (es va tornar a casar el 1128 amb Alard de Warneton). Apareix com a castellà vers 1127 un Hostó que hauria estat nomenat pel comte Guillem de Flandes per raon incertes i potser germà de Guillem I; les seves injustícies van causar una revolta general el febrer de 1128. Llavors hauria pujat al poder el fill de Guillem I, Guillem II (+ vers 1143) que es va casar amb Melisenda de Picquigny, filla d'Arnald de Picquigny i va tenir deu fills dels quals Gautier anomenat Gautier de Fauquemberghes (+1174) va succeir al pare (ja apareix el 1145), i després va anar a Palestina (estava present al setge d'Ascaló el 1053) però tornava a ser a Saint Omer el 1157; devia retornar a Palestina i fou príncep de Tiberíades el 1059 deixant com a delegat a Saint Omer al seu germà Guillem III (+ 1170/1178). Dels altres 8 germans (3 germans i 5 germanes) cap té especial importància.
Guillem III es va casar amb Matilde (+ 1178), i fou el pare de Guillem IV (+1191 o 1192) que el va succeir, i d'Agnès; Guillem IV es va casar vers 1170 amb Ida d'Avesnes (vídua d'Enguerrand de Saint Pol i filla de Nicolau senyor d'Avesnes) i va tenir deu fills dels que el gran Guillem V fou el successor. Va morir entre 1245 i 1247. El 1207 fou senyor de Beaurain i el 1209 de Fauquemberques 1209. El 1212 la castellania va ser perduda per Flandes pel tractat Pont-à-Vendin de 25 de febrer de 1212 i fou agregada al comtat d'Artois que s'acabava de formar; l'intent de reconquesta el 1214 no va reeixir i es va tancar amb la batalla de Bouvines. Guillem V es va casar amb Imagina o Ismènia de Looz filla de Gerard II comte de Looz i de Rieneck, burggravi de Magúncia. No va tenir fills i l'hereu de la castellania era el seu germà Jaume però aquest va morir abans que ell (+ vers 1220), i llavors va entrar un altre germà, que també es deia Guillem (similiter Wilelmus) i fou Guillem VI. Un altre germà, Gautier, que podria ser més gran, fou Prebost de Sainte-Marie a Saint-Omer i va morir a Palestina el 1218 també abans que Guillem V.
Jaume de Saint Omer es va casar en primeres noces amb Clemència de Dammartin, filla d'Aubri II comte de Dammartin; se suposa que es va casar en segones noces amb Elisabet, vídua de Jofré I d'Acaia (Jofre de Villehardouin I príncep d'Acaia) que hauria mort el 1218; el temps abans de la mort de Jaume és, no obstant, limitat perquè l'enllaç difícilment s'hauria fet abans del 1219 per la dificultat de les comunicacions i perquè la primera esposa de Jaume vivia el 1218; i Jaume va morir el 1219 o a tot estirar el 1220. Alguns historiadors opinen que aquest matrimoni no hauria existit perquè en realitat Jofre I hauria viscut fins vers el 1127.
Guillem VI (+ entre 1247 i 1251) va morir sense fills (com tampoc els va tenir Guillem segons el genealogista Balduinus de Avennis). El germà mascle més petit, Nicolau, fou senyor de Beòcia i Tebes i va morir també anys enrere (+ 1217) i així la successió va passar a la germana gran Beatriu (+ 26 d'abril de 1254) senyora de la Jumelle, el 1216 que fou castellana de Saint-Omer i senyora de Fauquemberques. Es va casar amb Felip d'Aires.

## Llista de castellans
- Lambert vers 1040-1070
- Balduí 1070-1100
- Guillem I 1100-1127
- Hostó 1127-1128
- Guillem II 1128-1143
- Gautier de Fauquemberghes 1143-1174 (efectiu fins a 1158)
- Guillem III 1158-1170/1178
- Guillem IV 1170/1178-1191/1192
- Guillem V 1191/1192-1245/1247
- Guillem VI 1245/1247-1247/1251
- Beatriu vers 1247/1251-1254